# Final de la Copa Libertadores 1991
La final de la Copa Libertadores 1991 fue una serie de dos partidos de fútbol que determinaron al campeón de la Copa Libertadores, máximo certamen internacional a nivel de clubes de la Confederación Sudamericana de Fútbol (Conmebol). Fue disputada entre Colo-Colo de Chile y Olimpia de Paraguay, el campeón defensor. El partido de ida se jugó el 29 de mayo en el Estadio Defensores del Chaco de Asunción, mientras que el partido de vuelta se jugó el 5 de junio en el Estadio Monumental de Santiago.
Olimpia accedió de manera directa a los octavos de final como campeón de la edición anterior, en lo que fue su segundo trofeo, luego de su victoria en 1979. Superó en las rondas eliminatorias a Atlético Colegiales y Cerro Porteño de Paraguay, y a Atlético Nacional de Colombia, antes de llegar a su tercera final consecutiva y quinta de su historia. Mientras tanto, Colo-Colo clasificó al torneo por haber conquistado el torneo nacional de 1990, y estuvo incluido en fase de grupos junto al también chileno Deportes Concepción y a Liga de Quito y Barcelona de Ecuador. El cuadro dirigido por Mirko Jozić lideró su grupo, y derrotó en las fases de eliminación a Universitario de Perú, Nacional de Uruguay y Boca Juniors de Argentina, tras un encuentro conocido como la «batalla de Macul». La única presentación del club albo en una final de Copa Libertadores fue en la edición de 1973, la que perdió en un tercer encuentro frente a Independiente de Argentina.
Luego de un empate 0-0 en el partido de ida en Asunción, Colo-Colo se impuso por 3-0 en el Estadio Monumental, con dos goles de Luis Pérez y uno de Leonel Herrera, lo que lo consagró campeón por primera vez en su historia, y lo convirtió en el primer y único equipo chileno en conseguir la Copa Libertadores de América. Dicho logro le significó al conjunto albo clasificar a la Copa Intercontinental 1991, a la Copa Interamericana 1992 y a la Recopa Sudamericana 1992.

## Contexto

### Colo-Colo

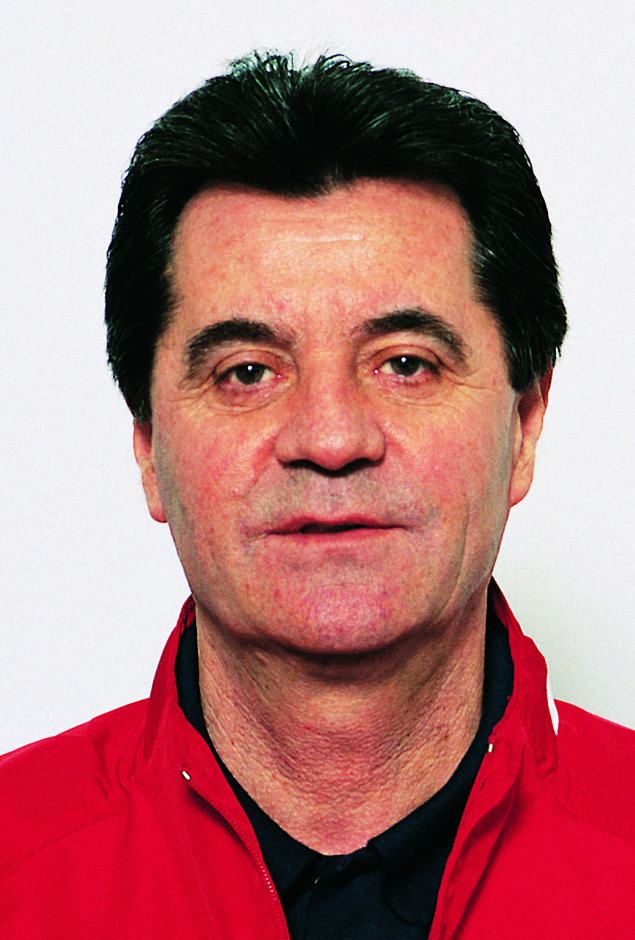
Mirko Jozić, entrenador de Colo-Colo.

En 1986 la nueva directiva de Colo-Colo comandada por Peter Dragicevic apostó para la dirección técnica del conjunto popular por Arturo Salah, exdelantero de Universidad de Chile, máximo rival de los albos. Al principio fue muy resistido debido a que los resultados no fueron los esperados, pero poco a poco encontró el camino, y en la segunda rueda el equipo fue el sólido líder del campeonato nacional y terminó el año como campeón, tras derrotar en la final a Palestino por 2-0. Al año siguiente llegaron como refuerzos desde Argentina el portero Daniel Morón y el delantero Ricardo Dabrowski, pero el club no tuvo suerte. Quedó eliminado en primera fase de Copa Libertadores, perdió la final del Torneo de Apertura frente a Cobresal, y escoltó a Universidad Católica en el torneo local, aunque logró ganar la liguilla de Copa Libertadores.

### Olimpia
Olimpia pasaba por uno de los mejores momentos deportivos de su historia. En 1988 el presidente Osvaldo Domínguez Dibb comenzó el proceso que intentaba ganar la Copa Libertadores por segunda vez, al decidir mantener el grueso del equipo y el cuerpo técnico. Ese año llegó el entrenador uruguayo Luis Cubilla, director técnico de Olimpia en su primera conquista de la Copa Libertadores en 1979, y varios refuerzos como el delantero Raúl Amarilla, que venía de jugar en el Barcelona de España. Luego de un inicio poco auspicioso, el decano logró el campeonato de 1988 luego de tres años, aunque a nivel internacional quedó eliminado en la primera ronda de la Libertadores por los equipos bolivianos Bolívar y Oriente Petrolero. Al año siguiente, el conjunto franjeado logró el bicampeonato de Paraguay, y en la Copa Libertadores llegó a la final del certamen, en donde se inclinó en definición a penales frente a Atlético Nacional en Bogotá.
El año 1990 comenzó con el retorno de Robson Retamozo y con Luis Alberto Monzón en el once titular. En la Copa Libertadores, Olimpia integró la fase de grupos junto a Cerro Porteño y a los brasileños Gremio y Vasco da Gama. El decano finalizó primero, y quedó emparejado con el tercero del grupo conformado por clubes argentinos y colombianos. Como no hubo campeonato en Colombia el año anterior, y, por lo tanto, ningún representante de aquel país en fase de grupos, el conjunto franjeado pasó de forma directa a cuartos de final, en donde superó a Universidad Católica de Chile. En la semifinal se encontró con Atlético Nacional, que le había ganado a Olimpia en definición a penales en la edición anterior de la Libertadores. El equipo colombiano, producto de una sanción, debió ser local en el Estadio Nacional de Santiago. El primer encuentro, disputado precisamente en dicha ciudad, terminó con una victoria por parte de Olimpia por 2-1, mientras que en la vuelta en el Defensores del Chaco, el campeón vigente venció por 3-2, por lo que el paso a la final debió definirse en tiros desde el punto penal. En dicha definición la figura fue Ever Almeida, el arquero del conjunto paraguayo, que atajó dos remates. En la final el contrincante fue Barcelona de Ecuador, primer equipo de su país en llegar a esa instancia. Luego de una victoria por 2-0 en Asunción, con goles de Raúl Amarilla y Adriano Samaniego, Olimpia logró su segunda Copa Libertadores al empatar 1-1 en Guayaquil.

## Camino a la final

### Colo-Colo
Colo-Colo clasificó a la Copa Libertadores luego de consagrarse campeón del torneo nacional de 1990. En la fase de grupos fue emparejado con Deportes Concepción y los ecuatorianos Liga de Quito y Barcelona. En su primer enfrentamiento igualó sin goles contra Concepción en el sur de Chile, pero revirtió esta presentación al lograr la victoria en los tres encuentros siguientes en su estadio: 3-1 a Barcelona, 2-0 al propio Concepción y 3-0 frente a Liga de Quito. Estos triunfos, sumados a los dos empates conseguidos en Ecuador, 2-2 ante Barcelona y 0-0 frente a Liga, permitieron al conjunto albo liderar su grupo con nueve unidades.
En octavos de final se encontró con Universitario de Lima, y, luego de un empate en blanco en la capital peruana, logró vencer en un ajustado encuentro en el partido de vuelta por 2-1, con dos tantos de Rubén Espinoza. En la siguiente ronda se enfrentó a Nacional de Montevideo. Un abultado triunfo por 4-0 en Santiago, con tantos de Rubén Martínez, dos de Ricardo Dabrowski y Rubén Espinoza, fue clave para sentenciar la llave, a pesar de inclinarse como visitante por 0-2, en la que fue la primera derrota de la campaña.
El rival en semifinales fue Boca Juniors, campeón de Argentina. El primer duelo, jugado en La Bombonera, terminó con el triunfo del cuadro argentino por 1-0 mediante un lanzamiento penal de Alfredo Graciani. El segundo partido, disputado en el Monumental, es conocido como la «batalla de Macul». A los sesenta y cuatro minutos de juego Rubén Martínez puso en ventaja a los locales, y dos minutos después Marcelo Barticciotto anotó el segundo gol colocolino. A pesar de que Diego Latorre marcó un descuento para el conjunto boquense, Colo-Colo logró ampliar su ventaja con otro gol de Martínez a los ochenta y dos minutos, que selló el 3-1 final. Luego de este tanto, los jugadores argentinos se enfrascaron en una pelea que debió ser calmada con el ingreso de Carabineros al campo de juego. A pesar del alboroto, el encuentro pudo continuar hasta su término, lo que concretó el paso de Colo-Colo a la final.
| Fecha                                                                     | Fase             | Estadio                            | Local               | Resultado | Visitante           |
| ------------------------------------------------------------------------- | ---------------- | ---------------------------------- | ------------------- | --------- | ------------------- |
| 20 de febrero                                                             | Fase de grupos   | Estadio Municipal, Concepción      | Deportes Concepción | 0-0       | Colo-Colo           |
| 1 de marzo                                                                | Fase de grupos   | Estadio Monumental, Santiago       | Colo-Colo           | 3-1       | Barcelona           |
| 13 de marzo                                                               | Fase de grupos   | Estadio Monumental, Santiago       | Colo-Colo           | 2-0       | Deportes Concepción |
| 22 de marzo                                                               | Fase de grupos   | Estadio Monumental, Santiago       | Colo-Colo           | 3-0       | Liga de Quito       |
| 2 de abril                                                                | Fase de grupos   | Estadio Monumental, Guayaquil      | Barcelona           | 2-2       | Colo-Colo           |
| 5 de abril                                                                | Fase de grupos   | Estadio Olímpico Atahualpa, Quito  | Liga de Quito       | 0-0       | Colo-Colo           |
| Colo-Colo clasificó a octavos de final, primero en su grupo con 9 puntos. |                  |                                    |                     |           |                     |
| 17 de abril                                                               | Octavos de final | Estadio Nacional, Lima             | Universitario       | 0-0       | Colo-Colo           |
| 24 de abril                                                               | Octavos de final | Estadio Monumental, Santiago       | Colo-Colo           | 2-1       | Universitario       |
| Colo-Colo clasificó a cuartos de final con un global de 2-1.              |                  |                                    |                     |           |                     |
| 3 de mayo                                                                 | Cuartos de final | Estadio Monumental, Santiago       | Colo-Colo           | 4-0       | Nacional            |
| 8 de mayo                                                                 | Cuartos de final | Estadio Centenario, Montevideo     | Nacional            | 2-0       | Colo-Colo           |
| Colo-Colo clasificó a semifinales con un global de 4-2.                   |                  |                                    |                     |           |                     |
| 17 de mayo                                                                | Semifinales      | Estadio La Bombonera, Buenos Aires | Boca Juniors        | 1-0       | Colo-Colo           |
| 22 de mayo                                                                | Semifinales      | Estadio Monumental, Santiago       | Colo-Colo           | 3-1       | Boca Juniors        |
| Colo-Colo clasificó a la final con un global de 3-2.                      |                  |                                    |                     |           |                     |

|  |                      |
|  | Triunfo de Colo-Colo |
|  | Empate               |
|  | Derrota de Colo-Colo |

### Olimpia
Debido a su condición de campeón vigente, Olimpia pasó la fase de grupos por exención y enfrentó en octavos de final al también paraguayo Atlético Colegiales. El primer encuentro terminó en un empate 1-1, y en la revancha se impuso Olimpia por 2-1 con dos goles de Luis Alberto Monzón más el descuento de Felipe Peralta para el equipo estudiantil. En cuartos de final se encontró con su clásico rival, Cerro Porteño. El primer encuentro terminó con la victoria de Cerro por 1-0 con gol de penal de Ramón Hicks, pero en la vuelta, un autogol de Justo Jacquet y dos tantos de Luis Alberto Monzón le dieron a Olimpia la victoria y el acceso a las semifinales.
En dicha instancia se encontró con Atlético Nacional, que tuvo que recibir a Olimpia en San Cristóbal, Venezuela, debido a las amenazas sufridas por los árbitros en Colombia en la edición anterior del certamen. Ese primer encuentro terminó en un empate sin goles, pero en el partido de vuelta Olimpia se impuso por 1-0 a través de un tanto de tiro libre de Adriano Samaniego a los treinta y seis minutos del primer tiempo, lo que aseguró el paso a su tercera final consecutiva.
| Fecha                                                      | Fase             | Estadio                                      | Local               | Resultado | Visitante           |
| ---------------------------------------------------------- | ---------------- | -------------------------------------------- | ------------------- | --------- | ------------------- |
| 17 de abril                                                | Octavos de final | Estadio Defensores del Chaco, Asunción       | Olimpia             | 1-1       | Atlético Colegiales |
| 26 de abril                                                | Octavos de final | Estadio Defensores del Chaco, Asunción       | Atlético Colegiales | 1-2       | Olimpia             |
| Olimpia clasificó a cuartos de final con un global de 3-2. |                  |                                              |                     |           |                     |
| 2 de mayo                                                  | Cuartos de final | Estadio Defensores del Chaco, Asunción       | Cerro Porteño       | 1-0       | Olimpia             |
| 8 de mayo                                                  | Cuartos de final | Estadio Defensores del Chaco, Asunción       | Olimpia             | 3-0       | Cerro Porteño       |
| Olimpia clasificó a semifinales con un global de 3-1.      |                  |                                              |                     |           |                     |
| 17 de mayo                                                 | Semifinales      | Polideportivo de Pueblo Nuevo, San Cristóbal | Atlético Nacional   | 0-0       | Olimpia             |
| 23 de mayo                                                 | Semifinales      | Estadio Defensores del Chaco, Asunción       | Olimpia             | 1-0       | Atlético Nacional   |
| Olimpia clasificó a la final con un global de 1-0.         |                  |                                              |                     |           |                     |

|  |                    |
|  | Triunfo de Olimpia |
|  | Empate             |
|  | Derrota de Olimpia |

## Partido de ida

### Previa
Anteriormente los equipos se habían enfrentado en cuatro ocasiones en el marco de la Copa Libertadores, con dos triunfos para cada uno. Se toparon por primera vez en 1961, en lo que fue la primera participación de Colo-Colo en el torneo. En aquella oportunidad Olimpia avanzó a las semifinales tras imponerse por un global de 6-4. Se volvieron a enfrentar en la fase de grupos de la edición de 1989, en donde ambos equipos lograron vencer como local por 2-0.
Colo-Colo llegó a Asunción el día antes de la primera final, en una delegación presidida por Eduardo Menichetti, quien se reunió con directivos de Conmebol para clarificar los incidentes del partido de la semifinal ante Boca Juniors.
Al mediodía del día del partido un grupo de ministros de Estado, encabezados por el ministro del Interior Enrique Krauss, los presidentes de los principales partidos políticos, senadores y diputados tanto de gobierno como de oposición tomaron un avión de la Fuerza Aérea de Chile con rumbo a Asunción para presenciar el encuentro, conocido como el «Boeing del consenso».

### Resumen

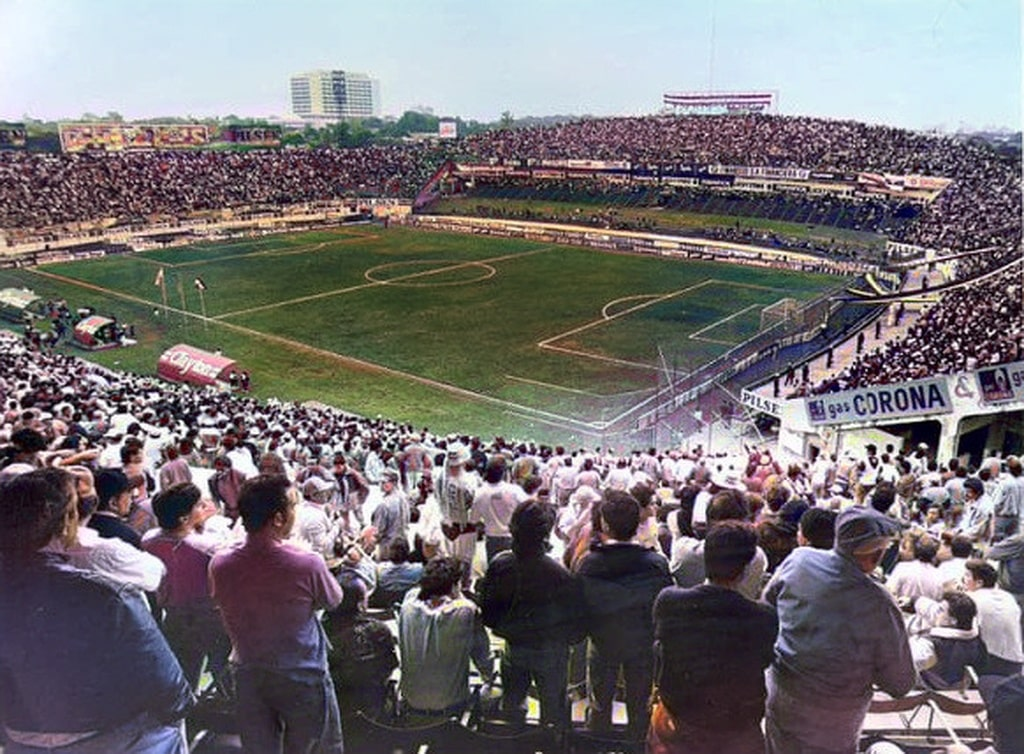
Estadio Defensores del Chaco, sede de la final de ida.

La iniciativa inicial del encuentro la tomó el conjunto franjeado, pero la falta de finiquito de los delanteros sumado a una gran actuación del arquero colocolino Daniel Morón, impidieron la apertura de la cuenta por parte del local. A los cuatro minutos, Gabriel González tuvo la más clara desde fuera del área, pero el meta del Cacique la desvió hacia el tiro de esquina, cuando el disparo parecía colarse por debajo del travesaño. 
En el complemento el conjunto visitante buscó más, con intentos de Rubén Espinoza y Rubén Martínez, quienes no estuvieron finos al momento de definir la jugada. Fue precisamente una acción entre ambos la que mayor susto provocó a Olimpia: Espinoza lanzó un centro para Martínez, pero antes de que este último conectara, el defensor Virginio Cáceres se interpuso a la entrada del área chica para desviar el balón hacia el córner. Las incidencias del partido llegaron sobre el final. A los 80 minutos fueron expulsados el defensor paraguayo Virginio Cáceres y el delantero chileno Rubén Martínez, tras un encontrón entre ambos cuando Colo-Colo se aprestaba a jugar desde el tiro de esquina, impidiéndoles ser considerados para la revancha en Santiago.
Apenas el árbitro uruguayo Ernesto Filippi dio por terminado el encuentro, miles de hinchas de Colo-Colo se volcaron a las calles de diversas ciudades del país a celebrar lo que consideraron como un buen resultado como visitante. Diversas caravanas de automóviles recorrieron las principales arterias viales, y en la capital el corazón de las manifestaciones estuvo en plaza Italia. Al día siguiente, al llegar al aeropuerto de Santiago, el entrenador albo Mirko Jozić se refirió a los festejos: «Entiendo la alegría de la gente. Colo-Colo jugó de igual a igual y no fue menos que Olimpia. Sacamos el punto justo y creo que ahora tenemos derecho a pensar en cambiar la frase de que la Copa se mira. Ha llegado el momento para tocarla».

### Detalle
| 12 | POR | Jorge Battaglia   |     |
| 2  | DEF | Virginio Cáceres  |     |
| 5  | DEF | Remigio Fernández |     |
| 13 | DEF | César Castro      |     |
| 4  | DEF | Silvio Suárez     |     |
| 8  | MED | Fermín Balbuena   |     |
| 10 | MED | Luis Monzón       |     |
| 6  | MED | Jorge Guasch      |     |
| 17 | MED | Carlos Guirland   | 62' |
| 9  | DEL | Adriano Samaniego |     |
| 7  | DEL | Gabriel González  | 62' |
| DT | DT  | Luis Cubilla      |     |

| 1  | POR | Daniel Morón         |  |
| 3  | DEF | Lizardo Garrido      |  |
| 6  | DEF | Miguel Ramírez       |  |
| 4  | DEF | Javier Margas        |  |
| 5  | DEF | Eduardo Vilches      |  |
| 15 | MED | Gabriel Mendoza      |  |
| 2  | MED | Rubén Espinoza       |  |
| 13 | MED | Juan Carlos Peralta  |  |
| 10 | MED | Jaime Pizarro        |  |
| 7  | MED | Marcelo Barticciotto |  |
| 11 | DEL | Rubén Martínez       |  |
| DT | DT  | Mirko Jozić          |  |

| 15 | MED | Cristóbal Cubilla | 62' |
| 20 | MED | Jorge Villalba    | 62' |

| 80' Virginio Cáceres |

| 80' Rubén Martínez |

| Árbitro             | Ernesto Filippi |
| Árbitros asistentes | Saúl Feldman    |
| Árbitros asistentes | Juan Kerekes    |

| 12 | POR | Jorge Battaglia   |     |
| 2  | DEF | Virginio Cáceres  |     |
| 5  | DEF | Remigio Fernández |     |
| 13 | DEF | César Castro      |     |
| 4  | DEF | Silvio Suárez     |     |
| 8  | MED | Fermín Balbuena   |     |
| 10 | MED | Luis Monzón       |     |
| 6  | MED | Jorge Guasch      |     |
| 17 | MED | Carlos Guirland   | 62' |
| 9  | DEL | Adriano Samaniego |     |
| 7  | DEL | Gabriel González  | 62' |
| DT | DT  | Luis Cubilla      |     |

| 1  | POR | Daniel Morón         |  |
| 3  | DEF | Lizardo Garrido      |  |
| 6  | DEF | Miguel Ramírez       |  |
| 4  | DEF | Javier Margas        |  |
| 5  | DEF | Eduardo Vilches      |  |
| 15 | MED | Gabriel Mendoza      |  |
| 2  | MED | Rubén Espinoza       |  |
| 13 | MED | Juan Carlos Peralta  |  |
| 10 | MED | Jaime Pizarro        |  |
| 7  | MED | Marcelo Barticciotto |  |
| 11 | DEL | Rubén Martínez       |  |
| DT | DT  | Mirko Jozić          |  |

| 15 | MED | Cristóbal Cubilla | 62' |
| 20 | MED | Jorge Villalba    | 62' |

| 80' Virginio Cáceres |

| 80' Rubén Martínez |

| Árbitro             | Ernesto Filippi |
| Árbitros asistentes | Saúl Feldman    |
| Árbitros asistentes | Juan Kerekes    |

## Partido de vuelta

### Previa
A la suspensión del delantero Rubén Martínez por la expulsión en Paraguay, Colo-Colo sumaba las ausencias por lesión de los atacantes Patricio Yáñez y Ricardo Dabrowski, por lo que Mirko Jozić puso en ofensiva a Luis Pérez.
Bajo estrictas medidas de seguridad, el conjunto paraguayo llegó a Santiago el día 4 de junio en un avión de Líneas Aéreas Paraguayas en el que también venían los árbitros brasileños del encuentro, y los dirigentes de la Conmebol, encabezados por su presidente Nicolás Leoz, con el trofeo de la Copa Libertadores. Olimpia llegó con las bajas de Raúl Vicente Amarilla por lesión, y de Adriano Samaniego luego de un accidente tras el encuentro de ida, en donde recibió un balazo en el tobillo. El entrenador Luis Cubilla ofreció una conferencia de prensa en el Hotel Crowne Plaza, lugar de concentración del club, y luego procedieron a realizar un entrenamiento en la cancha 3 del Estadio San Carlos de Apoquindo.
El plantel de Colo-Colo tenía bastantes cábalas, pero una de las más recordadas —junto con escuchar en el camarín la canción Sopa de caracol— era el viaje que realizaban desde el lugar de concentración en los duelos de local, el Hotel Sheraton, al estadio en sus automóviles particulares. El día de la segunda final la caravana salió desde el hotel a las 18:30 con el vehículo del delantero Ricardo Dabrowski a la cabeza. El portero Daniel Morón iba en su automóvil junto al entrenador Mirko Jozić, pero quedaron detenidos sin mayor explicación a la salida del hotel. Un grupo de hinchas y el mismo Jozić ayudaron a empujar para poder reiniciar su rumbo al estadio. El primero en llegar al Monumental fue Marcelo Barticciotto, quien entró al camarín, y colgó en la pizarra una carta que había escrito en su habitación de la concentración.
Luego de saludar a los seguidores, los jugadores de Colo-Colo fueron a posar para los reporteros gráficos. En ese momento, un niño vestido de amarillo, cara pintada y con una bandera al cuello como capa, corrió para deslizarse a ras de pasto, lo que hizo que lograra posar junto a los jugadores albos. La identidad del niño, que pasó a ser conocido como el «hincha fantasma», llegó a ser un misterio, y después de que varias personas afirmaran haber sido el joven, en 2007 salió a la luz que se llamaba Luis Mauricio López, y que había muerto en 1999.

### Resumen

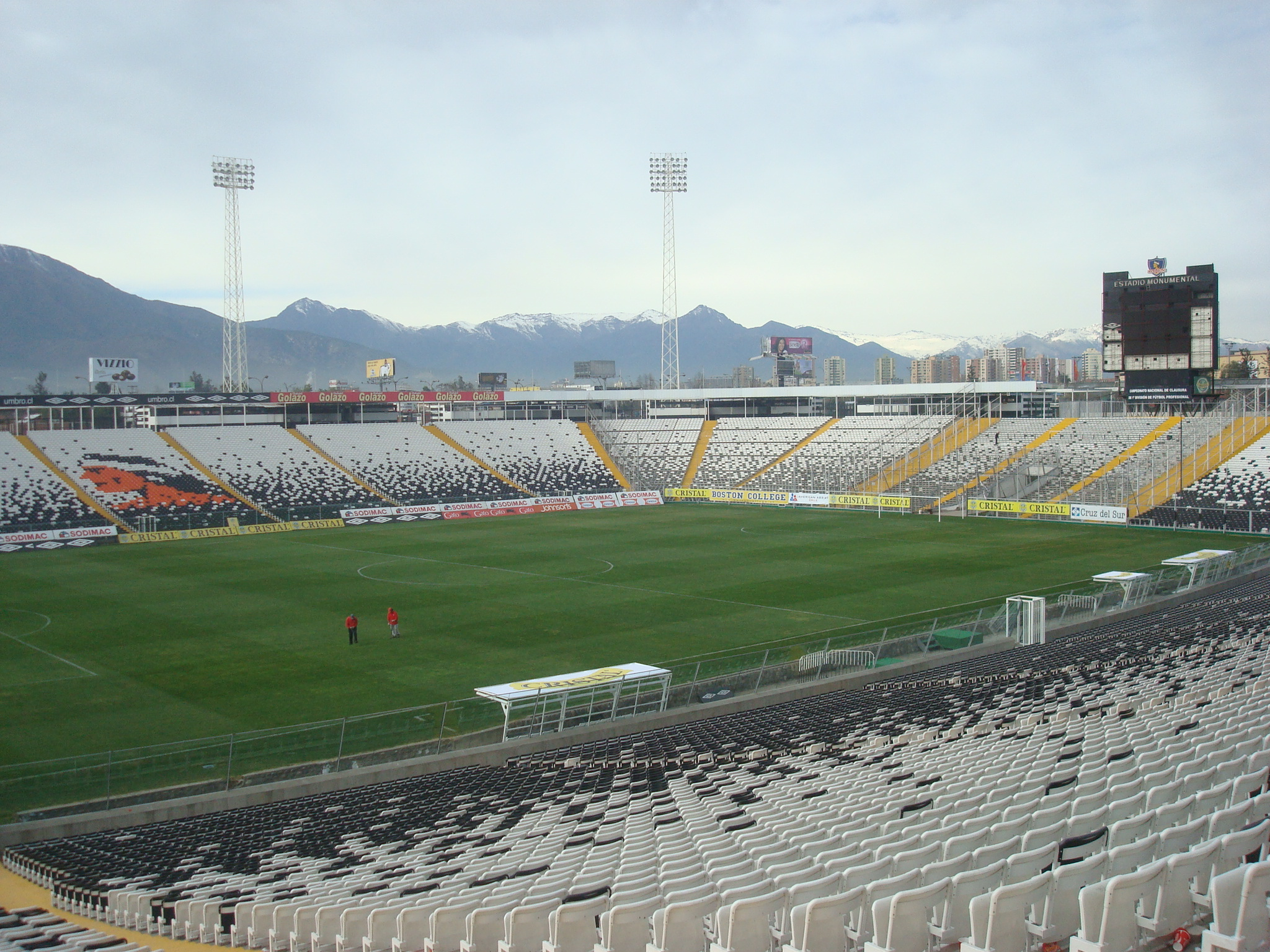
Estadio Monumental, sede de la final de vuelta.

Olimpia controló el juego en los primeros minutos del encuentro, y en su primera oportunidad, Adolfo Jara Heyn probó suerte con un remate a portería que el arquero de Colo-Colo Daniel Morón sacó con el pie, y que luego fue despejado por Javier Margas en plena área chica. A los doce minutos, Luis Pérez esquivó al central paraguayo Remigio Fernández al realizar una doble pared con Rubén Espinoza. Pérez quedó en posición de remate, definió a un costado de Jorge Battaglia y anotó el primer tanto del encuentro. Cinco minutos más tarde, Gabriel Mendoza realizó una corrida con el balón que aprovechó para un descuelgue por la derecha de Marcelo Barticciotto, quien tiró un centro que no pudo despejar el paraguayo Fernández, lo que permitió la aparición nuevamente de Pérez, quien bajó el balón y amagó a dos defensas rivales antes de definir de zurda para aumentar el marcador a 2-0. Esta ventaja no hizo que Olimpia dejara de crear oportunidades, aunque sin inquietar a la defensa colocolina. Cerca de la media hora, el franjeado Gabriel González se ganó la tarjeta roja tras cometer un par de violentas infracciones, lo que provocó que Colo-Colo comenzara a dominar el encuentro. Esta superioridad se mantuvo hasta que Gabriel Mendoza sufrió una caída que le provocó una lesión en el brazo que lo hizo retirarse en camilla, por lo que tuvo que ser reemplazado por Leonel Herrera. Antes de finalizar el primer tiempo el elenco guaraní tuvo una oportunidad con una chilena de Luis Monzón que desvió Morón.
A los cinco minutos del segundo tiempo Olimpia realizó su última llegada con claridad al arco del cuadro chileno, con un remate de Jara Heyn que venció a Morón, pero dio en el travesaño. De ahí en más, Colo-Colo controló el partido y creó peligro en campo rival, pero el portero Leonardo Battaglia salvó su meta en varias oportunidades. A cinco minutos del término del tiempo reglamentario Jaime Pizarro tomó el balón en su propio terreno y cedió un pase largo para Barticciotto, quien aceleró hasta el área visitante y centró rasante para que Leonel Herrera —hijo del defensor del mismo nombre finalista de la Libertadores 1973 con Colo-Colo— definiera con el borde interno de su pie izquierdo para marcar el definitivo 3-0. Herrera corrió a celebrar su tanto hacia el sector Cordillera con los brazos en alto junto a Barticciotto, quien se acercó y le dijo: «Leo, esto es por tu viejo». No hubo más ocasiones de gol en los minutos restantes, y el pitazo final del árbitro José Roberto Wright desató la alegría en los jugadores de Colo-Colo.

### Detalles
| 1  | POR | Daniel Morón         |     |
| 3  | DEF | Lizardo Garrido      |     |
| 6  | DEF | Miguel Ramírez       |     |
| 4  | DEF | Javier Margas        |     |
| 5  | DEF | Eduardo Vilches      |     |
| 13 | MED | Juan Carlos Peralta  |     |
| 2  | MED | Rubén Espinoza       |     |
| 10 | MED | Jaime Pizarro        |     |
| 15 | MED | Gabriel Mendoza      | 40' |
| 7  | MED | Marcelo Barticciotto |     |
| 19 | DEL | Luis Pérez           |     |
| DT | DT  | Mirko Jozić          |     |

| 12 | POR | Jorge Battaglia   |     |
| 22 | DEF | Mario Ramírez     |     |
| 13 | DEF | César Castro      |     |
| 5  | DEF | Remigio Fernández |     |
| 4  | DEF | Silvio Suárez     |     |
| 6  | MED | Jorge Guasch      |     |
| 8  | MED | Fermín Balbuena   | 76' |
| 16 | MED | Adolfo Jara Heyn  | 61' |
| 10 | MED | Luis Monzón       |     |
| 19 | DEL | Félix Torres      |     |
| 7  | DEL | Gabriel González  |     |
| DT | DT  | Luis Cubilla      |     |

| 21 | DEL | Leonel Herrera | 40' |

| 17 | MED | Carlos Guirland   | 61' |
| 15 | MED | Cristóbal Cubilla | 76' |

|  | 12' | Luis Pérez     |
|  | 17' | Luis Pérez     |
|  | 85' | Leonel Herrera |

| Amonestado | 26' | Javier Margas   |
| Amonestado | 29' | Gabriel Mendoza |

| Amonestado | 10' | Fermín Balbuena   |
| Amonestado | 18' | Gabriel González  |
| Amonestado | 33' | Remigio Fernández |

|  |

| 29' Gabriel González |

| Árbitro             | José Roberto Wright |
| Árbitros asistentes | Wilson dos Santos   |
| Árbitros asistentes | José Da Costa       |
|                     |                     |

| 1  | POR | Daniel Morón         |     |
| 3  | DEF | Lizardo Garrido      |     |
| 6  | DEF | Miguel Ramírez       |     |
| 4  | DEF | Javier Margas        |     |
| 5  | DEF | Eduardo Vilches      |     |
| 13 | MED | Juan Carlos Peralta  |     |
| 2  | MED | Rubén Espinoza       |     |
| 10 | MED | Jaime Pizarro        |     |
| 15 | MED | Gabriel Mendoza      | 40' |
| 7  | MED | Marcelo Barticciotto |     |
| 19 | DEL | Luis Pérez           |     |
| DT | DT  | Mirko Jozić          |     |

| 12 | POR | Jorge Battaglia   |     |
| 22 | DEF | Mario Ramírez     |     |
| 13 | DEF | César Castro      |     |
| 5  | DEF | Remigio Fernández |     |
| 4  | DEF | Silvio Suárez     |     |
| 6  | MED | Jorge Guasch      |     |
| 8  | MED | Fermín Balbuena   | 76' |
| 16 | MED | Adolfo Jara Heyn  | 61' |
| 10 | MED | Luis Monzón       |     |
| 19 | DEL | Félix Torres      |     |
| 7  | DEL | Gabriel González  |     |
| DT | DT  | Luis Cubilla      |     |

| 21 | DEL | Leonel Herrera | 40' |

| 17 | MED | Carlos Guirland   | 61' |
| 15 | MED | Cristóbal Cubilla | 76' |

|  | 12' | Luis Pérez     |
|  | 17' | Luis Pérez     |
|  | 85' | Leonel Herrera |

| Amonestado | 26' | Javier Margas   |
| Amonestado | 29' | Gabriel Mendoza |

| Amonestado | 10' | Fermín Balbuena   |
| Amonestado | 18' | Gabriel González  |
| Amonestado | 33' | Remigio Fernández |

|  |

| 29' Gabriel González |

| Árbitro             | José Roberto Wright |
| Árbitros asistentes | Wilson dos Santos   |
| Árbitros asistentes | José Da Costa       |
|                     |                     |

|                               |
|                               |
| Campeón Colo-Colo 1.er título |

## Sucesos tras la final
Una vez terminado el encuentro, el presidente de la Conmebol Nicolás Leoz entregó el trofeo de la Copa Libertadores al presidente de Colo-Colo Eduardo Menichetti, quien se lo cedió al capitán Jaime Pizarro. Luego, cada uno de los miembros del plantel, cuerpo técnico y dirigencia posaron con la copa para los fotógrafos, mientras en el campo de juego había una gran cantidad de gente. Enseguida comenzó la vuelta olímpica, que se detuvo un gran tiempo sobre el arco norte del estadio Monumental.
Ya en los camarines, un centenar de personas llegaron a congratular a los campeones, entre gritos de ceacheí y abrazos. En medio de las celebraciones del plantel, el entrenador Jozić declaró: «Este logro es para el pueblo chileno, que siempre creyó en nosotros y nunca nos defraudó». Gabriel Mendoza, que se había trasladado en una ambulancia a la Clínica Santa María, en donde escuchó por radio el tercer gol albo y ratificó la magnitud de su lesión —una luxación de codo—, volvió al camarín del estadio Monumental para festejar con sus compañeros. La celebración oficial de los jugadores y sus familias fue en el restaurante Don Carlos, ubicado en Las Condes, que se transmitió en vivo en el programa especial «Chile entero con el Colo» de La Red. Al festejo oficial, que terminó de madrugada, asistieron también diversos artistas y políticos.
En las calles de Santiago, caravanas de automóviles inundaron las principales arterias de la ciudad, y una gran multitud de gente llegó a plaza Italia, el centro neurálgico de las celebraciones, festejando con banderas, fuegos de artificio y cánticos que repetían la consigna «la Copa se mira y se toca». Estas manifestaciones se repitieron en todo el país, desde Arica hasta la Región de Magallanes, e incluso los festejos llegaron a la filial de Colo-Colo en Sídney, Australia, y a la colonia chilena en Estados Unidos. Sin embargo, a pesar de este clima festivo, las celebraciones dejaron un trágico saldo de 12 muertos y 128 heridos de diversa consideración debido a accidentes, agresiones, peleas y excesos. De las muertes, nueve fueron en Santiago, y tres en el resto del país, a causa de atropellos o infartos.
Días después de la victoria, el plantel, el cuerpo técnico y los dirigentes fueron recibidos en el Palacio de La Moneda por el presidente chileno Patricio Aylwin, fueron homenajeados por el Congreso Nacional y por el Comité Olímpico de Chile.
El plantel siguió entrenando ya que, en una decisión no exenta de polémica, Colo-Colo debía enfrentar a Universidad Católica por el Campeonato Nacional. el cuadro albo solicitó la postergación del partido, lo cual fue rechazado tanto por el rival como por la ANFP. El viernes 7 de junio el plantel completo más el entrenador de Universidad de Chile, archirrival de los albos, llegó al Estadio Monumental de forma privada para felicitar al plantel campeón de América. Se juntaron en el camarín por cerca de veinte minutos, y hablaron por los azules Mariano Puyol, Horacio Rivas y el entrenador Pedro Morales.
El 9 de junio de 1991, ante un Estadio Monumental con 32.000 espectadores, Colo-Colo recibió a Universidad Católica, en partido válido por la 6° fecha del Torneo de 1991. El partido terminó con una victoria por 4-1 a favor del equipo albo, en una maciza presentación para estrenar su rotulo de campeón de América. Terminado el partido, ingresó a celebrar el preparador físico colocolino Marcelo Oyarzún, teniendo un entrevero con los jugadores cruzados José Guillermo del Solar, José Percudani y Patricio Toledo, que no pasó a mayores.

## Transmisión
En Chile, ambos partidos fueron trasmitidos para televisión en conjunto por señal abierta en una inédita alianza entre Televisión Nacional de Chile (TVN) y Canal 13. Si bien las semifinales fueron transmitidas por Megavisión —canal que tenía poca cobertura a nivel nacional—, TVN y Canal 13 establecieron la transmisión conjunta para adjudicarse los derechos para las finales, y así poder llevar el partido a todo el país. La final en el Monumental, con relatos de Pedro Carcuro, y comentarios de Sergio Livingstone, Julio Martínez y Alberto Fouillioux, alcanzó un récord histórico de sintonía con 94,5 puntos de índice de audiencia en su instante más alto, que superó los 73 puntos del debate presidencial de 1989, que hasta entonces ocupaba la primera posición.
Dentro de los relatos radiales de la final de vuelta, se recuerda de forma especial el que realizó Vladimiro Mimica durante el entretiempo para la Radio Monumental, que se conoció con el tiempo como la «oda a la Copa Libertadores», y que incluso se editó en un casete que estuvo a la venta, que obtuvo disco de oro y de platino.

Hoy nos hemos vestido de frac, nos hemos puesto la mejor ropa para verte avanzar reina soberana, para instalarte en la vitrina grande de la calle Cienfuegos. La fiesta está dispuesta, los músicos están en el escenario, ¿bailemos un vals?, ¿te parece?. Te quiero apretar con cariño, te quiero apretar con emoción, te quiero derramar una lágrima porque nos ha costado tanto. ¡Copa Libertadores de América, qué cerca que estás! Te queremos tener, te queremos agarrar y no entregarla por mucho tiempo más.
Vladimiro Mimica.